# Terminologia Anatomica
Terminologia Anatomica (běžně označovaná zkratkou TA) je mezinárodní standard pro anatomické názvosloví člověka. Vypracoval ji Federativní mezinárodní program pro anatomickou terminologii, program Mezinárodní federace anatomických asociací (IFAA).

## Kapitoly
- Obecná anatomie
- Kosterní soustava
- Kostní spoje
- Svalová soustava
- Trávicí soustava
- Dýchací soustava
- Hrudní dutina
- Močové ústrojí
- Pohlavní ústrojí
- Břišní a pánevní dutina
- Žlázy s vnitřní sekrecí
- Oběhová soustava
- Mízní soustava
- Nervová soustava
- Smyslová ústrojí
- Kožní soustava